# 土屋圭市
土屋 圭市（つちや けいいち、1956年1月30日 - ）は、日本の元レーシングドライバー。長野県小県郡滋野村（現：東御市）出身。血液型B型。ドリフト走行を多用するそのドライビングスタイルから「ドリキン」（ドリフトキングの略）とも呼ばれる。レーサーとしての経験から、その類の作品に監修として業務することもある。

## 来歴

### デビュー
長野県出身。埴生高等学校卒業。高橋国光の日産・スカイライン2000GT-Rに憧れて2000GTを購入。碓氷峠などといった峠道での「走り屋」として腕を磨き、1977年に富士フレッシュマンレースでレースデビュー。以降倉田自動車と坂東商会のサポートを受けながら日産・サニー、トヨタ・スターレットを乗り継ぎ、ツーリングカー（いわゆる「ハコ車」）でのレースを中心に活動する。
ヨコハマタイヤ専属ドライバーとして、1984年の富士フレッシュマンレースではADVANカラーのトヨタ・スプリンタートレノで開幕6連勝を果たしたことで、その名は一躍モータースポーツの世界に広まり、また当時、「ADVANには足を向けて寝られない」と言い残すほどであり、現役末期の2002年までヨコハマの開発ドライバーとして活動した。

### グループA/JSS

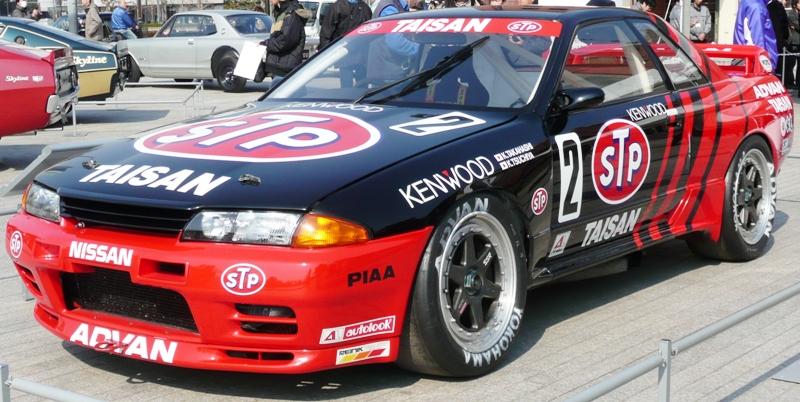
1993年の全日本ツーリングカー選手権参戦マシン

その後全日本ツーリングカー選手権（グループA）には初年度の1985年はトヨタ・カローラレビン(AE86)でフル参戦。翌年からはトヨタ・カローラFXやホンダ・シビック、BMW・635CSｉ等でスポット的に出場した後、1989年からはBMW・M3やフォード・シエラのようなトップグループのマシンで再びシーズン通して参戦するようになった。
そして、1991年に日産・スカイラインGT-Rがプライベーターチームにも本格導入されるようになると、タイサンから高橋健二とのコンビで参戦。1992年からタイサンはチーム国光とのジョイントとなり、憧れのドライバーであった高橋国光との「ドリキンコンビ」を結成し、グループAラストイヤーとなった1993年に1勝を挙げた。この間、JSSにも並行して参戦。マツダのFC3S型RX-7を駆り、ドリフト走行を始めとするコーナリングで、現在以上の高速コースだった富士スピードウェイにて、ストレート性能に勝るHR31スカイラインに真っ向勝負を挑んだ。

### フォーミュラ3
1989年から1992年にはドライビングスキルの向上等を目指して全日本F3選手権に参戦。しかしツーリングカーほどマシンの荷重移動を活かせず、ましてやドリフトなど以ての外というフォーミュラカーではドライビングスタイルの違いに苦しんだこともあって目立った結果は残せず、最高位は1991年6月の筑波サーキットで記録した2位（参戦中唯一の表彰台）。1990年のインターF3リーグでは、若き日のミハエル・シューマッハやミカ・ハッキネンを見て、「どんなに努力してもフォーミュラではかなわない」と悟ったと言う。その一方でドリフト走行に近い状態で走れるレインコンディションには強さを発揮し、初年度の第4戦仙台ハイランドではポールポジションを獲得している（決勝レースは中止）。また、マカオグランプリやインターナショナルF3リーグにも参戦した。

### JGTC/JTCC
その後、1994年から始まったJGTCとJTCCに参戦、どちらもADVANワークスのドライバーとして、JGTCではポルシェ・964やポルシェ・993、ダッジ・バイパー、トヨタ・スープラ、JTCCではホンダ・シビックフェリオやトヨタ・チェイサーなど、様々なマシンを操りながら参戦した。そして2000年から引退する2003年までホンダ・NSXに乗車した。

### ル・マン

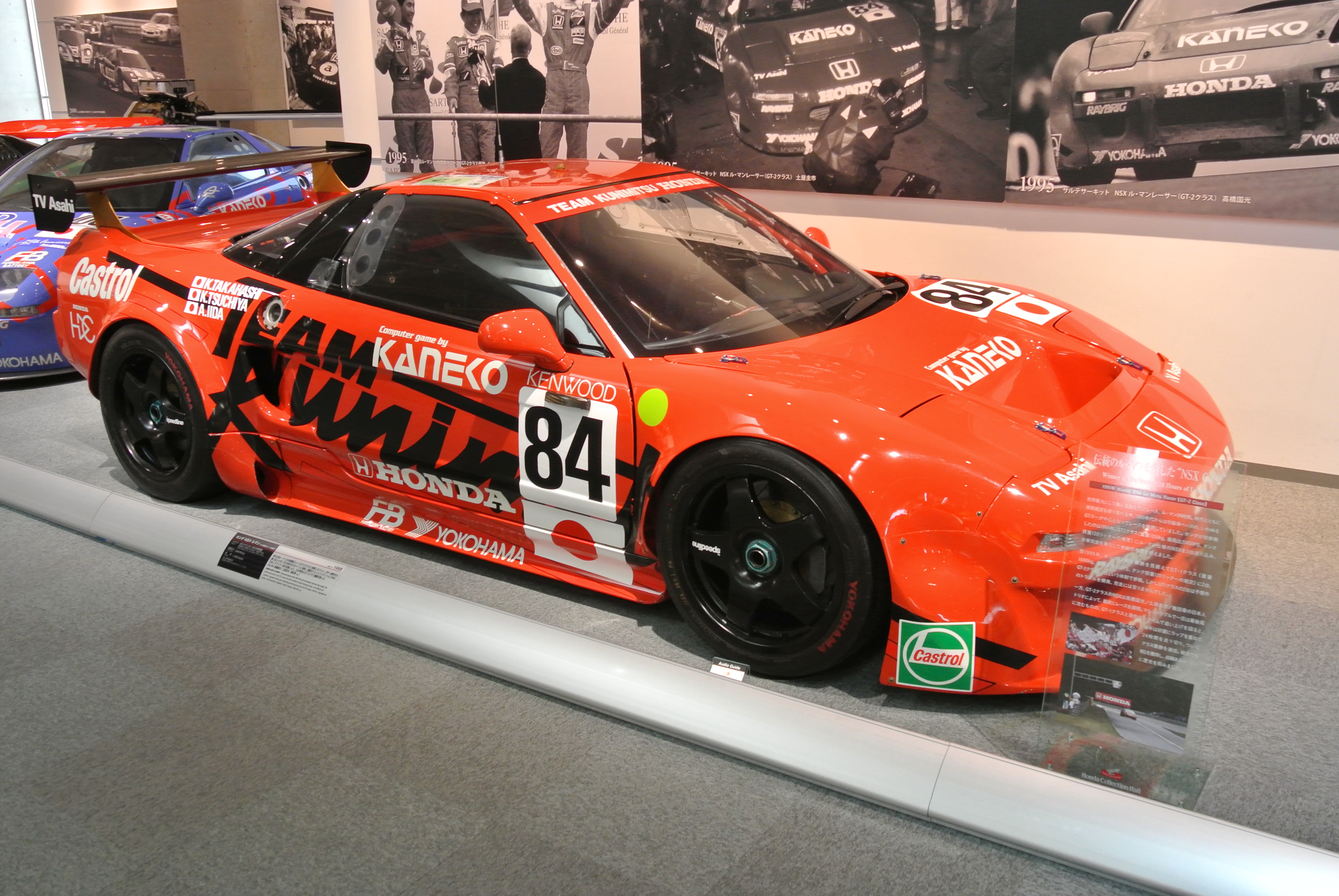
1995年のル・マン参戦マシン

1994年からル・マン24時間レースに参戦して、1994年〜1996年は高橋国光率いるチーム国光から飯田章と共にHONDA NSX GT2で参戦し、1995年にはGT2クラス優勝を果たした。1998年には片山右京、鈴木利男らと共にトヨタ・GT-One TS020で総合9位、翌年の1999年にも同チームとして参加し総合2位（クラス優勝）の成績を残した。このレースでナイトセッションのトップタイムを出し、夜やレインコンディションに強い峠の走り屋の片鱗を示した。
また、GT-Oneは電気系のトラブルで突然ヘッドライトが消えるというトラブルを抱えていたためほとんどのスティントを担当した。その後、2000年にチーム郷とテレビ朝日のジョイントでパノス・ロードスターを駆って参戦した際には、決勝レース中にコース紹介も務めたが、この年を以てル・マンから退いた。

### NASCAR
1996年から1999年まで日本開催されたNASCARにも全て参戦。川井一仁がエンジニアを務めたり、7度のNASCARカップ戦チャンピオンであるデイル・アーンハートとバトルを繰り広げるなど見所は多かったが、トップ10フィニッシュには至らなかった（1997年の11位が最高位）。

### 引退
2000年にJGTCではARTAへと移籍。2003年からはブリヂストンの開発ドライバーにも抜擢。「BS（ブリヂストン）を履いて戦うということは、表彰台が約束されているということに他ならない」という言葉を残し、早速この年1勝、翌2001年はオーナードライバーだった鈴木亜久里の引退に伴い金石勝智にパートナーが代わる。この年も1勝を挙げ、最終戦までチャンピオン争いを繰り広げたが、#1ロックタイト無限NSXとの接触でリタイア、ランキング2位を獲得した。
しかしその後の成績低迷や、それまでの「ハコ」からフォーミュラカー仕様のパーツ構成へと変化するなど、高速化を続けるマシンに自らの体の限界を感じていたこともあり、2003年を以て引退した。その後2017年にスーパー耐久にホンダ・シビック TCRで2戦した。

### 引退後
現役を退いた翌2004年よりARTAのチーム運営に携わり、2004年は全日本GT選手権（現・SUPER GT）GT500、GT300両クラスのチーム監督、2005年はGT300クラスのチーム監督を務めた。2006年は当初監督から外れ、J SPORTSのSUPER GT中継に解説者として登場していたが、セパン・インターナショナル・サーキットで行われた第4戦以降、再びARTAの監督代行を務めた。2007年以降はARTAのエグゼクティブ・アドバイザー職に就き、チーム運営やGT300の監督としての業務を担当している。
またARTAやホットバージョンなどでホンダとの関係を深めたこともあり、現在はModuloの開発ドライバーを務めており、同ブランドのエアロパーツのテスターとしても活躍中。
- D1グランプリ
  - また自身が峠の走り屋出身であった経緯から全日本プロドリフト選手権（D1グランプリ）を設立し、現役時代からD1の審査委員長として活躍し、自らを「D1グランプリのバーニー・エクレストン」と称していた。しかしJAF公認競技化を推進しようとする彼に対して、興行面を重視しようとする運営体制との間に深い溝ができ、2010年12月9日、D1グランプリ運営会社であるD1コーポレーション取締役会にて稲田大二郎と共に取締役を辞任すると表明。併せて2011年度のD1グランプリ審査員を辞退した[4]。
- ドリフトマッスル/ドリフトキングダム
  - その後2011年2月には新たなドリフトイベントの運営母体として「株式会社ドリフトエンタープライズ」を設立[5]、「ホットバージョン」との連携により新イベントの展開を進める方針を明らかにし、D1グランプリの対抗カテゴリーとなる新シリーズ『ドリフトマッスル』（2018年からは『ドリフトキングダム』に改称）を立ち上げたが、2019年シーズン終了後にドリフトキングダムとD1GPのシリーズが統合され、ドリフトキングダムは消滅した。

## レース以外の活動
レーシングドライバーの他にも、1987年に創刊されたビデオマガジン『ベストモータリング』のキャスターを務めた後、自身のバックボーンである走り屋向けコンテンツを扱って1991年に派生した『ホットバージョン』のメインキャスターとして活動しており、引退後も現在まで続くライフワークとなっている。また現役当時からラジオパーソナリティとしての活動も行うなど活躍の場は広く、タレント活動をするレーシングドライバーの元祖とも言われている。
2006年9月に日本でロードショーされた映画『ワイルドスピードX3 TOKYO DRIFT』では、同映画が自身が主宰するD1人気によるドリフトを題材にした映画の為、ドライバーおよびスーパーバイザーとして撮影に参加。監督の指示に従ってわざと下手なドリフトをやってのけるなどして、ドリフトシーンの迫力UPに大きく貢献した。劇中では、埠頭でのドリフト練習の音だけで、主人公の上達ぶりとハンドリングの是非をスキール音のみで聞き分ける「ドリフト仙人」的な釣り人役でカメオ出演もしている。

## エピソード
- レーシングスーツのカラーは緑。そのため、雑誌Optionやビデオオプションでは「（緑の）おじさん」と呼ばれることも多い。
- 当初は歌手を目指していたといわれ、業界ではなかなかの歌い手とされる。あみん等を輩出したヤマハ主催のヤマハポピュラーソングコンテスト（通称ポプコン）で自身のバンドでエントリーしたものの、他の出演者のレベルのあまりの高さに音楽の道を断念したという。
- 学生時代はサッカー部に所属。
- 青年時代は家業の金型工場やサラリーマン生活、夜は風俗店等などで働き、金型の配達でドライビングの基礎とも言える荷重移動を覚えた逸話がある。また、青年時代は碓氷峠に通いつめていた走り屋だった。
- 当時はハコスカの4ドアGTで峠を攻めていたが、「60km/h以上では曲がれない」と言われていたカーブを100km/hで曲がろうとしてガードレールを突き破り、車ごと谷に転落する事故で廃車にした。この事故を境に「モータースポーツにはルールと安全性が必要」と感じるようになり本格的にレーサーを目指すことになったと著書の中で語っている（参考文献参照）。
- 過去に峠アタックのビデオ（「ザ・峠」）を発売したが、後に暴走行為を煽るなどと問題になりビデオは発売禁止処分となり、JAFよりライセンスを剥奪される寸前の状態まで追い込まれた。しかし、稲田大二郎など、当時、彼を起用していたメディア関係者の取り成しによってライセンス剥奪は取り下げられている。この事を今も尚「稲田さんは恩人」として感謝している。
- 自著「PRiDE」にては、自身の暴走族時代のことや、峠での危険運転についてもつづっている。
- 自著「PRiDE」によれば、ル・マン24時間レースに出場した際、夜のレースで雨のコンディショニングで全く前方が見えずにアクセルを踏めなかった時、すでに亡くなっていた母親に「助けて」とすがったという。すると不思議と視界が開けてきたという。
- 「はえー！」や「（アクセルを）踏め！」が口癖である。またカーインプレッションの際にはまず足回りについてコメントした後にエンジン特性に対してコメントをする。また、初期のホットバージョンでは度々、読者のマイカーやショップのデモカーであるチューニングカーに対してピークパワーのみを追求することを良しとしない旨の発言を繰り返している。「エンジンに手を入れるとそれが壊れた時にチューニングショップがその修理にさらに金を要求する」ことへの嫌悪感が根底にあるとしている。
- 自身のテンションが上がった時は常に「ウッハッハッハッハ！！」と高笑いをする。
- 好物はカレーうどん。
- 2000年のル・マン24時間では、決勝でドライブしながらチームラジオで生解説するという離れ業をやってのけた。
- 上京した当初は下北沢に住んでいたが、坂東正明から「シートは六本木で決まる」と言われてから現在に至るまで六本木に住んでいる。事実、1998年、99年にトヨタワークスでル・マン参戦が決まったのも六本木で飲んでいた舘信秀から呼び出されてすぐに対応出来た事から決まった。

### 人間関係
- 少年時代に当時トップドライバーだった高橋国光のレースを見て以来（ホンダ・ダックスで当時住んでいた長野県から富士スピードウェイのある静岡県まで自走していったと自伝「ドリキン伝説」に記述がある）、高橋を師と仰ぎ、息子の名前に「国光」と名づけるほど尊敬していると言われる。ドライバーになってからは全日本GT選手権では1994年から1996年までチーム国光に所属していたり、1995年のル・マン24時間レースのGT2では優勝をしている。自身の引退セレモニーでは、高橋から「本当はまだまだ走ってもらいたいという気持ちはある」「全国にファンを作って、そして、日本のGTレース、あるいは、モータースポーツファンを、こんなに増やしてくれたのは圭ちゃんだったと言っても言い過ぎではないと思います」という言葉を送られ、こらえきれず涙を流した。
- 28歳年下の妻がいる。バツ1で二度目の結婚となる[6]。
- もうひとりの師匠とも言える稲田大二郎も尊敬しており、レース活動を引退するとき「俺には帰る場所があった。稲田大二郎っていう場所がね」とコメントを残している。稲田は引退セレモニーの最後に「お帰りなさい、土屋圭市」の幕を渡している。その他にも、青年時代に東京に来たとき、寝る場所もなかったが、稲田の計らいで雑誌Optionの編集部で寝泊りさせてもらったりとかなりの世話になっている。
- 2003年10月、鈴鹿サーキットでJGTCの最終戦後にレーシングドライバーとしての引退式が行われた。当人はひっそりと引退をするつもりだったのだが、チーム監督だった鈴木亜久里によるサプライズとして一大セレモニーが開かれた。挨拶の後にパレードランが行われた際、高橋国光の運転によるパレードカー（ホンダ・S2000）へ脇阪寿一・本山哲・飯田章など後輩ドライバーが殺到して乗り込み、S2000は定員大オーバーとなり、さらに乗り込めなかったドライバーが原付で追ってきたと言う[7]。しかしS2000は足まわりが曲がってしまい、後にホンダから大目玉を食う羽目になったことを、出演していたBRIDGESTONE AUTOMOBILE RADIOにて明かしている。
- 自身が幅広いレース活動を行なっていたため、弟子筋も走り屋出身の織戸学や谷口信輝から生粋のフォーミュラカー育ちである伊藤大輔・伊沢拓也と幅広い。またロックバンドLUNA SEAのヴォーカリストを務めるRYUICHIもレーシングドライバーとしては師弟関係で、現役時代に着用していたレーシングスーツ姿でRYUICHIが雑誌などの媒体にしばしば登場している。
- 木下みつひろは碓氷峠の走り屋の弟分だったが、木下が富士フレッシュマンレースにエントリーする際エントリー方法の仕方などを手伝ったが、土屋が名前が分からずひらがな表記で書類を提出したためとOption誌が言及していたことがある。
- レース業界以外での活動も積極的に行なっているため、交友関係も清原和博、タレントのヒロミ、声優の三木眞一郎、B'zの松本孝弘など幅広い。
- 同じレーサーの土屋武士とは名字が同じだが、特に血縁関係はない。しかし仲はよく、1998年にはJTCCでコンビを組んでいた時期もある。

### レース関係
- パーソナルカラーはグリーン。1991年にヘルメットのカラーを周囲の人の勧めでグリーン（それ以前は水色<全日本F3選手権の項を見れば分かるように、当時メインスポンサーであり、立ち上げに関わったったエンドレスのカラー>、その前は紺、白、赤の3色）とシルバーのカラーパターンに変更して以来、同デザインのArai製ヘルメットを被り続けている。グリーンへのこだわりは強く、ビデオマガジン出演時に着用する私用のレーシングスーツ(ARD/5ZIGEN)、自身が経営していたチューニングショップ「圭オフィス」や「KT」ブランドとして発売されていたアパレル、果ては愛車・AE86カーボン製ボンネットフードのペイント色としてあしらわれるほどである。また、レーシンググローブやシューズにもこだわりを持っており、グローブはグリーンとレッドの2タイプを自身で開発し後に圭オフィスから市販されたほか、シューズはアシックス製のローカットタイプを使用している。[8]
- 雨の富士フレッシュマンズレースでAE86でスカイライン（R30型スカイラインRSターボ）と対等に渡り合った際、NISMOから「速すぎる、インチキがある」とクレームが付き、エンジン・ミッション・含めてマシンをバラバラに分解されたが、何も違反は無かったためお咎め無しだった。また、あまりにも速かったことから最終戦で「（土屋が出ると）他のドライバーのモチベーションが下がるから出ないでくれ」と富士スピードウェイからクレームが付き欠場したとも語っている[9]。
- アドバンのワークスであるAE86を駆ってグループAに参戦したものの、当時監督を務めていた土屋春雄から通達された「ドリフト禁止」に反発。チームメイトの鈴木恵一の取りなしにも耳を貸さず、1年限りでアドバンワークスから脱退[10]した（なおパーソナルスポンサー契約は維持されたため、プライベーターとして参戦し結果を残すこととなる）。そこから1997年の全日本ツーリングカー選手権でアドバンチェイサーを、奇しくも脱退の契機となった春雄率いる土屋エンジニアリングから走らせるまで、アドバンワークスとは断絶状態にあった。この当時を「若さゆえに尖っていた」と振り返っている。[11]
- トークスキルを買われる形で、JTCCやル・マン参戦時には、レース中にコメンタリーブースとマシンを無線で繋ぎ、コース紹介や戦況のレポートなどを視聴者に伝える役割を担っていた。自らのマシンの不調や欠点も包み隠さず伝えていた。
- 若い頃の事故で片目の視力を落としていたが、レース中は眼鏡を掛けず「勘で走っていた」という。一方で、海外テスト時やダートなど初走行のコースでのテストやメディア登場時には眼鏡姿を度々見せていた。だが年齢と共に戦績が落ちてきたことから2000年頃にレーシック手術を受ける。この時の視力の回復ぶりを「レーサー生命が10年延びた」と比喩した。以後は引退後の公の場ではファッションとしてサングラスを着用する以外は基本的に裸眼となっている。

### 車関係
- 愛車はトヨタ・AE86、トヨタ・86、ホンダ・NSX-R、ホンダ・オデッセイ、ジャガー・XJ、トヨタ・アリスト、メルセデス・ベンツ・Sクラス、メルセデス・ベンツ・SLクラス、メルセデス・ベンツ・Aクラス、メルセデス・ベンツ・Gクラス、三菱・レグナム、スバル・レガシィ、ベントレー・ターボR、ジャガー・XJ、ホンダ・S2000、日産・シルビア、日産・180SX、日産・フェアレディZ　Z33、マツダ・RX-7など多数。
- 「オフタイムでもレース車両と同じような感覚を養っておきたい」との思いから、左ハンドルを好まずに買わなかったポルシェ・964[12]のような例外を除いて、非常に高価でもレースで乗る車と同型の市販車を必ず購入している[13]。中でも語り草となっているのが、現在に続く愛車であるAE86と、1990年～1994年までの間に4台を乗り継いだというBNR32型スカイラインGT-Rである。両車とも過酷な走り込みをトレーニングとして行う中で金属疲労の蓄積で車がダメージを受けてしまい買い替えざるをえなかったという。特にAE86の場合、ピロボール式の足回りに組み替えたり、タイヤもセミスリックにするなどハードな走行に耐えるパーツを組んだ結果、ボディへと衝撃が回ってしまい、結果的にボディへ亀裂が入ってしまったのだという[14]。
- BCNR33型スカイラインGT-R の発売当初、ベストモータリングやホットバージョンで高評価を与え、Vスペックも2台所有していた。しかしベストモータリング1995年4月号では他社の車とGT-Rの性能を比較するためのレースが行われ、黒沢元治と清水和夫が広報車のGT-Rを使ってドライブする中、自費で購入した愛車のGT-Rを持ち込んだが、黒沢車、清水車には車高やキャンバー角など、市販状態とは明らかに違う改造が加えられていた。レース後「こういうクルマ（広報車）を取材して、欲しいと思ったからR33を買った。なのに目で見たら全く違うのは問題。このことはR33を買った全てのユーザーに明らかにすべきだ。R33に限らず、すべての車は必ず市販の状態のもので比較させてもらいたい」と憤りを見せた[注 1]。

この件に関しては「広報チューン」「ベストモータリング」それぞれの項も参照
- 2002年にフェアレディZが登場した際、雑誌などではフェアレディZを絶賛していたが、日本カー・オブ・ザ・イヤー（COTY）では、当時所属していたレースチームを支援していたホンダが発売したアコードに満点を投じた。投票理由に「運転支援システムという発想の素晴らしさ」を挙げていたが、その前年には同様のシステムを提案した日産・シーマに対し「運転の楽しさを奪い取る」として酷評していた。この件について、Optionで連載しているコラムでは「シーマは1000Rまでしか対応していないが、アコードは260Rまで対応し、高速道路をどこでも走れるようになった」とその技術を褒める一方、フェアレディZに対しては「確かにすごいけど、技術は何も無い。以前の車の延長線上」との発言を残している（この年、土屋はフェアレディZを購入したが、アコードは購入していない）。この時はオフィシャルサイトの掲示板が大炎上し、「男芸者」「ホンダの飼い犬」などと、手厳しい書込みが殺到した。なお、同年を最後にCOTY選考委員を退き、2005年までベストモータリングの出演を控えた。

## 『頭文字D』との関わり
1995年に連載が始まった漫画「頭文字D」を、自らのラジオ番組で絶賛したことから、1997年に雑誌の対談を経て作者のしげの秀一との親交が始まり、翌1998年から始まったアニメ版「頭文字D」では、バトルシーンにおける監修を務め、登場する車の走行音を自ら運転して収録するなど、製作で深く関わっている。
土屋自身も1st stageの第23話で本人役の声優として特別出演した（電話を通しての声のみ）ほか、同作のドラマCD『ドリキン青春グラフティー』でも、半ばノンフィクションなストーリーで主人公として出演（若き日の土屋役は上田祐司（現・うえだゆうじ））し、アニマックスで放送の特別編やDVDの特典映像にも司会者兼解説者として出演している。
出演声優との交流では、藤原拓海役の三木眞一郎や武内樹役の岩田光央、高橋涼介役の子安武人らを同乗させて走行したことがあり、もともと車酔いを起こしやすい体質の子安は運転のすごさに悶絶したとされる。また、藤原文太役の石塚運昇と「圭市&文太」としてユニットを組み、「86」という題名の先述のドラマCDのイメージソングを歌っている。
2022年に発売された北米版トヨタ・GR86CMは藤原拓海駆るAE86トレノと、追走する赤色のGR86に土屋がドライブしているという内容で、そこでも土屋は本人役として声優を務めている。

## 出演

### テレビ番組
- MOTOR LAND（テレビ愛知） - 頻繁にゲスト出演していた。
- 激走!GT（テレビ東京） - 放送終了。
- F1グランプリ（フジテレビ） - 日本グランプリなどに解説者として出演。
- F1MONOコック（フジテレビ）
- 浅草橋ヤング洋品店（テレビ東京） - ドライバー水戸黄門に出演。
- 土屋・坂東 走りま専科、圭市倶楽部（TVK）
- キス・ミス・チック/キスミスチック'96（中京テレビ）
- 頭文字D監修
- 湾岸ミッドナイト監修
- 『ぷっ』すま - 普通免許一発合格への道
- ほこ×たて
- おぎやはぎの愛車遍歴 NO CAR, NO LIFE!（BS日テレ） - 第58、59回ゲスト
- SUPER GT+（テレビ東京） - 放送終了。
- テリー土屋のくるまの話（2021年11月1日 - ・TOKYO MX）[15]

### ラジオ番組
- ADVANサウンドコックピット～土屋圭市のレーシング・ダイヤリー～(TOKYO FM) - 1992年～2002年6月まで。
- ブリヂストン AUTOMOBILE RADIO(J-WAVE) - 2003年4月～2010年3月28日まで毎週日曜日20:00～20:54にピストン西沢とのツインナビゲートで放送されていた。
- 圭市・邦丸☆ドリボート(文化放送) - 2013年4月7日～2016年3月27日まで毎週日曜日に放送
- ソニー損保 presents クルマ★時間（TOKYO FM系列） - 2017年2月18日・25日
- 土屋圭市のくるまの話 supported by プレソフィア(TOKYO FM)-2024年10月4日から

### 映画
- ドライビング・ハイ!（南野陽子主演）
- 首都高速トライアルシリーズ（2作目以降第一期最終作まで）
- ワイルドスピードX3 TOKYO DRIFT
- ヘイ！オイラーズ～甦るスカイライン神話～　伝説の走り屋で古文の畠山先生役
- ALIVEHOON アライブフーン（2022年6月10日、イオンエンターテイメント）- 監修 [16]

### ビデオ
- ビデオオプション（D1グランプリとスーパーラップがメイン）
- ドリフト天国ビデオ（いかす走り屋チーム天国）
- ベストモータリング＆ホットバージョン

### CM
- 錦之堂 スーパーrein・Xシリーズ（1994 - 1998年）
- 横浜ゴム（現・横浜タイヤ）GRAND PRIX M7「土屋圭市の手は」篇（1995年）
- 横浜ゴム（現・横浜タイヤ）GRAND PRIX M7「土屋圭市の足は」篇（1995年）
- カロッツェリアジャパン オーリンズ「レーサー・土屋圭市が選んだその性能」篇（1995年）
- 横浜ゴム（現・横浜タイヤ）GRAND PRIX M7「その男、60兆の細胞が走る」篇（1996年）
- エヌ・ティ・ティ・ドコモ中国（現・NTTドコモ 中国支社）ながら運転啓発CM（2001年）
- オートバックスセブン（2004年） - 鈴木亜久里と出演。
- 政府広報（飲酒運転禁止）

### ミュージック・ビデオ
- Raise Up（m.o.v.e）

### 著書
- 土屋圭市FR・MR最強テクニック（講談社 2000年10月） ISBN 4061797247
- 「PRIDE」
- 「ドリキン流　基本のクルマBEST40」
- 「うまくやっている人のクルマの秘密術」

## レース戦績

### 全日本F3選手権
| 年     | チーム                 | エンジン | 1       | 2       | 3       | 4       | 5       | 6       | 7       | 8       | 9       | 10      | 11      | 順位 | ポイント |
| ------ | ---------------------- | -------- | ------- | ------- | ------- | ------- | ------- | ------- | ------- | ------- | ------- | ------- | ------- | ---- | -------- |
| 1989年 | エンドレスプロジェクト | トヨタ   | SUZ     | FSW Ret | SUZ 4   | SEN C   | TSU 15  | SUG 4   | TSU DNS | SUZ     | NIS     | SUZ     | SUZ Ret | 9位  | 6        |
| 1990年 | エンドレスプロジェクト | 無限     | SUZ     | FSW 22  | SUZ 23  | TSU NC  | SEN 10  | SUG Ret | TSU 10  | SUZ DNQ | NIS 17  | SUZ Ret |         | NC   | 0        |
| 1991年 | Abict with 5ZIGEN      | 無限     | SUZ Ret | FSW C   | FSW 4   | SUZ 9   | TSU 2   | SUG Ret | MIN 9   | TSU 5   | SUG DNQ | SUZ 18  | SUZ 25  | 10位 | 11       |
| 1992年 | TEAM 5ZIGEN            | 無限     | SUZ 15  | TSU 7   | FSW DNQ | SUZ Ret | SEN Ret | TAI Ret | MIN Ret | SUG 10  | SUZ 14  | SUZ 13  |         | NC   | 0        |

- 太字はポールポジション、斜字はファステストラップ。(key)

### 全日本ツーリングカー選手権（JTC）
| 年     | チーム                         | 使用車両               | クラス | 1       | 2       | 3       | 4       | 5       | 6       | 7     | 8       | 9       | 順位 | ポイント |
| ------ | ------------------------------ | ---------------------- | ------ | ------- | ------- | ------- | ------- | ------- | ------- | ----- | ------- | ------- | ---- | -------- |
| 1985年 | 土屋エンジニアリング           | トヨタ・カローラレビン | DIV.1  | SUG Ret | TSU Ret | NIS Ret | SUZ 8   | FSW 1   |         |       |         |         |      |          |
| 1986年 | レーシングプロジェクトバンドウ | トヨタ・カローラFX     | DIV.1  | NIS     | SUG     | TSU     | SEN     | FSW Ret | SUZ     |       |         |         |      |          |
| 1987年 |                                | BMW・635CSi            | DlV.3  | NIS     | SEN 8   |         |         |         |         |       |         |         |      |          |
| 1987年 | ジーベックモータースポーツ     | ホンダ・シビック       | DlV.1  |         |         | TSU     | SUG Ret | FSW Ret | SUZ 10  |       |         |         |      |          |
| 1988年 |                                | BMW・M3                | JTC-2  | SUZ     | NIS 3   | SEN 5   | TSU 3   | SUG 3   | FSW 5   |       |         |         |      |          |
| 1989年 | Cosmo Oil                      | フォード・シエラRS500  | JTC-1  | NIS 5   | SEN 3   | TSU 6   | SUG Ret | SUZ 5   | FSW 3   |       |         |         | 7位  | 84       |
| 1990年 | エンドレスプロジェクト         | フォード・シエラRS500  | JTC-1  | NIS Ret | SUG 6   | SUZ 6   | TSU Ret | SEN 4   | FSW Ret |       |         |         | 12位 | 44       |
| 1991年 | チーム・タイサン               | 日産・スカイラインGT-R | JTC-1  | SUG Ret | SUZ 2   | TSU 2   | SEN 3   | AUT 4   | FSW 3   |       |         |         | 5位  | 128      |
| 1992年 | チーム国光                     | 日産・スカイラインGT-R | JTC-1  | TAI 4   | AUT Ret | SUG 3   | SUZ 3   | MIN 3   | TSU 2   | SEN 4 | FSW 8   |         | 9位  | 74       |
| 1993年 | チーム国光                     | 日産・スカイラインGT-R | JTC-1  | MIN Ret | AUT 1   | SUG Ret | SUZ 2   | TAI 5   | TSU 4   | TOK 6 | SEN Ret | FSW Ret | 12位 | 59       |

### 全日本ツーリングカー選手権（JTCC）
| 年     | チーム               | 使用車両                 | 1      | 2      | 3       | 4        | 5       | 6        | 7        | 8       | 9        | 10       | 11      | 12       | 13      | 14       | 15      | 16      | 17      | 18       | 順位 | ポイント |
| ------ | -------------------- | ------------------------ | ------ | ------ | ------- | -------- | ------- | -------- | -------- | ------- | -------- | -------- | ------- | -------- | ------- | -------- | ------- | ------- | ------- | -------- | ---- | -------- |
| 1994年 | チーム国光           | ホンダ・シビックフェリオ | OAR1   | OAR2   | SUG1 8  | SUG2 4   | TOK1    | TOK2     | SUZ1 17  | SUZ2 16 | MIN1 Ret | MIN2 Ret | TAI1 16 | TAI2 11  | TSU1 8  | TSU2 4   | SEN1 13 | SEN2 11 | FSW1 13 | FSW2 Ret | 16位 | 20       |
| 1995年 | チーム国光           | ホンダ・シビックフェリオ | FSW1   | FSW2   | SUG1 21 | SUG2 Ret | TOK1 23 | TOK2 Ret | SUZ1 Ret | SUZ2 12 | MIN1 23  | MIN2 9   | TAI1 13 | TAI2 Ret | SEN1 22 | SEN2 Ret | FSW1 6  | FSW2 21 |         |          | 21位 | 7        |
| 1997年 | 土屋エンジニアリング | トヨタ・チェイサー       | FSW1   | FSW2   | TAI1    | TAI2     | SUG1    | SUG2     | SUZ1     | SUZ2    | MIN1     | MIN2     | SEN1    | SEN2     | TOK1    | TOK2     | FSW1 14 | FSW2 10 |         |          | 23位 | 1        |
| 1998年 | 土屋エンジニアリング | トヨタ・チェイサー       | FSW1 3 | FSW2 8 | TRM 7   | SUG1 5   | SUG2 6  | SUZ1 Ret | SUZ2 4   | MIN1 8  | MIN2 5   | TAI 4    | FSW 3   |          |         |          |         |         |         |          | 7位  | 63       |

### 全日本GT選手権
| 年     | チーム                     | 使用車両               | クラス | 1       | 2       | 3       | 4       | 5       | 6       | 7       | 8     | 順位 | ポイント |
| ------ | -------------------------- | ---------------------- | ------ | ------- | ------- | ------- | ------- | ------- | ------- | ------- | ----- | ---- | -------- |
| 1994年 | チーム国光                 | ポルシェ911 RSR-T      | GT1    | FSW     | SEN     | FSW Ret | SUG 1   | MIN 2   |         |         |       | 7位  | 35       |
| 1995年 | チーム国光                 | ポルシェ911 RSR-T      | GT1    | SUZ 14  | FSW 3   | SEN 4   | FSW 8   | SUG 8   | MIN Ret |         |       | 10位 | 28       |
| 1996年 | チーム国光                 | ホンダ・NSX            | GT500  | SUZ Ret | FSW 8   | SEN 12  | MIN 7   | SUG 10  | MIN 11  |         |       | 17位 | 8        |
| 1997年 | TEAM TAISAN with ADVAN     | ポルシェ・911 GT2      | GT500  | SUZ     | FSW     | SEN 10  | FSW Ret |         |         |         |       | 25位 | 4        |
| 1997年 | TEAM TAISAN with ADVAN     | ダッジ・バイパー GTS-R | GT500  |         |         |         |         | MIN 14  | SUG 8   |         |       | 25位 | 4        |
| 1998年 | TOYOTA TEAM SARD           | トヨタ・スープラ       | GT500  | SUZ 3   | FSW C   | SEN 4   | FSW 9   | TRM Ret | MIN 3   | SUG Ret |       | 6位  | 36       |
| 1999年 | TOYOTA TEAM SARD           | トヨタ・スープラ       | GT500  | SUZ 16  | FSW 15  | SUG Ret | MIN 7   | FSW 10  | TAI 13  | TRM Ret |       | 22位 | 5        |
| 2000年 | Autobacs Racing Team Aguri | ホンダ・NSX            | GT500  | TRM 7   | FSW Ret | SUG 15  | FSW 1   | TAI Ret | MIN Ret | SUZ DSQ |       | 13位 | 24       |
| 2001年 | Autobacs Racing Team Aguri | ホンダ・NSX            | GT500  | TAI 2   | FSW 6   | SUG 2   | FSW 12  | TRM 11  | SUZ 1   | MIN Ret |       | 2位  | 56       |
| 2002年 | Autobacs Racing Team Aguri | ホンダ・NSX            | GT500  | TAI 7   | FSW 4   | SUG 13  | SEP 6   | FSW 9   | TRM 8   | MIN 8   | SUZ 2 | 10位 | 46       |
| 2003年 | Autobacs Racing Team Aguri | ホンダ・NSX            | GT500  | TAI 11  | FSW Ret | SUG 11  | FSW 11  | FSW 12  | TRM 8   | AUT Ret | SUZ 6 | 19位 | 9        |

### ル・マン24時間レース
| 年     | チーム                                                    | コ・ドライバー              | 使用車両                    | クラス | 周回 | 総合順位 | クラス順位 |
| ------ | --------------------------------------------------------- | --------------------------- | --------------------------- | ------ | ---- | -------- | ---------- |
| 1994年 | クレマー・ホンダ・レーシング チーム国光                   | 高橋国光 飯田章             | ホンダ・NSX GT2             | GT2    | 222  | 18位     | 9位        |
| 1995年 | チーム国光                                                | 高橋国光 飯田章             | ホンダ・NSX GT2             | GT2    | 275  | 8位      | 1位        |
| 1996年 | チーム国光                                                | 高橋国光 飯田章             | ホンダ・NSX GT2             | GT2    | 305  | 16位     | 3位        |
| 1997年 | チーム・ラーク・マクラーレン パラボリカ・モータースポーツ | 中谷明彦 ゲイリー・アイルズ | マクラーレン・F1 GTR        | GT1    | 88   | DNF      | DNF        |
| 1998年 | トヨタ・モータースポーツ                                  | 片山右京 鈴木利男           | トヨタ・GT-One TS020        | GT1    | 326  | 9位      | 8位        |
| 1999年 | トヨタ・モータースポーツ                                  | 片山右京 鈴木利男           | トヨタ・GT-One TS020        | LMGTP  | 364  | 2位      | 1位        |
| 2000年 | テレビ朝日 チーム・ドラゴン                               | 飯田章 近藤真彦             | パノス・LMP-1 ロードスターS | LMP900 | 340  | 8位      | 7位        |

### 十勝24時間レース
| 年     | チーム          | コ・ドライバー           | 使用車両                  | クラス | 周回 | 総合順位 | クラス順位 |
| ------ | --------------- | ------------------------ | ------------------------- | ------ | ---- | -------- | ---------- |
| 1994年 | チーム国光      | 高橋国光 飯田章          | ホンダ・NSX GT2           | GT-2   | 935  | 2位      | 1位        |
| 1995年 | チーム国光      | 高橋国光 飯田章          | ホンダ・NSX GT2           | GT-1   | 623  | 1位      | 1位        |
| 2000年 | RS-Rレーシング  | 飯田章 織戸学            | トヨタ・アルテッツァ      | Nplus  | 562  | 17位     | 3位        |
| 2001年 | BEAMSレーシング | 金石勝智 宮城光 伊藤大輔 | ホンダ・インテグラタイプR | Class4 | 593  | 3位      | 1位        |

### 鈴鹿1000km
| 年     | チーム                       | コ・ドライバー                    | 使用車両            | クラス | 周回 | 総合順位 | クラス順位 |
| ------ | ---------------------------- | --------------------------------- | ------------------- | ------ | ---- | -------- | ---------- |
| 1994年 | チーム国光                   | 高橋国光 飯田章                   | ホンダ・NSX GT2     | GT-2   | 162  | 2位      | 1位        |
| 1995年 | チーム国光                   | 高橋国光 飯田章                   | ホンダ・NSX GT2     | GT     | 167  | 5位      | 1位        |
| 1996年 | チーム国光                   | 高橋国光 道上龍                   | ホンダ・NSX GT2     | GT     | 90   | DNF      | DNF        |
| 1997年 | チーム・ラーク・マクラーレン | 関谷正徳 中谷明彦                 | マクラーレン・F1GTR | GT1    | 168  | 9位      | 9位        |
| 1998年 | トヨタ・チーム・サード       | 谷川達也 マックス・アンジェレッリ | トヨタ・スープラ    | GT1    | 126  | 22位     | 9位        |
| 1999年 | トヨタ・チーム・サード       | 影山正彦 谷川達也                 | トヨタ・スープラ    | GT500  | 159  | 6位      | 5位        |